# NGC 4713
NGC 4713 (również PGC 43413 lub UGC 7985) – galaktyka spiralna z poprzeczką (SBcd), znajdująca się w gwiazdozbiorze Panny. Odkrył ją William Herschel 17 kwietnia 1786 roku.